# Tranum Klitplantage
Tranum Klitplantage er et næsten 4.000 ha stort område ud til kysten ved Jammerbugten ud for Tranum, Jammerbugt kommune. Klitplantagen udgør samtidig begyndelsen af Under Lien ved Lien, der strækker sig videre mod sydvest til Svinklovene. Anlæggelsen af klitplantagen blev påbegyndt i 1918 af den danske stat, da landbrugsjorde og moser var blevet ødelagt af flere års sandflugt.
I 2021 blev Tranum Klitplantage udlagt som en af de første ud af i alt 15 nationalparker i Danmark. Det betød bl.a., at skovdriften ophørte, og træer skal vokse, ældes, dø og forfalde, så der bliver levesteder for forskellige arter.
- Mindesten for allierede flyvere ved Rødhusvej
- Mindesten for allierede flyvere ved Udholmvej